# Лондоньо, Сантьяго (футболист, 2008)
Сантьяго Лондоньо Гонсалес (исп. Santiago Londoño González; родился 29 февраля 2008, Медельин) — колумбийский футболист, нападающий клуба «Энвигадо».

## Клубная карьера
Уроженец Медельина, Сантьяго начал футбольную карьеру в юношеской команде «Пипе Урибе». Там его заметили скауты клуба «Энвигадо», и в возрасте восьми лет он стал игроком этого клуба. В основном составе «Энвигадо» 15-летний игрок дебютировал 29 марта 2023 года в матче Кубка Колумбии против клуба «Тигрес». 3 августа 2024 года дебютировал в высшем дивизионе чемпионата Колумбии в матче против клуба «Форталеса Сипакира».

## Карьера в сборной
В октябре 2024 года сыграл на чемпионате Южной Америки (до 15 лет), который прошёл в Боливии. 12 октября забил гол в матче группового этапа против сборной Перу.